# كمثرى منحني
كمثرى منحني (الاسم العلمي: Pyrus nutans) هو نوع نباتي يتبع جنس الكمثرى من الفصيلة الوردية.